# Світова чемпіонська серія Вірджинії Слімс 1987
Світова чемпіонська серія Вірджинії Слімс 1987 року була 15-м сезоном від створення Жіночої тенісної асоціації, тривала з грудня 1986 до листопада 1987 року та містила 56 турнірів.
Світова чемпіонська серія Вірджинії Слімс замінила тури WTA з 1983 до 1987 років, охоплювала елітні турніри колишніх Toyota Series і Avon Series, у тому числі чотири турніри Великого шолома.

## Графік
Нижче наведено повний розклад  турнірів сезону, включаючи перелік тенісистів, які дійшли на турнірах щонайменше до чвертьфіналу.
Позначення
| Турніри Великого шолома |
| Фінал WTA               |
| Категорія 4             |
| Категорія 3             |
| Категорія 2             |
| Категорія 1+ та 1       |
| Командні змагання       |

### Грудень
| Тиждень | Турнір | Чемпіонки                                     | Фіналістки                          | Півфіналістки                    | Чвертьфіналістки                                                             |
| ------- | --- | --------------------------------------------- | ----------------------------------- | -------------------------------- | ---------------------------------------------------------------------------- |
| 1 Dec   | Argentinian Open 1986 Буенос-Айрес, Аргентина Категорія 1 $50,000 – Ґрунт -56S/28D/32Q Одиночний розряд – Парний розряд | Габріела Сабатіні 6–1, 6–1                    | Аранча Санчес Вікаріо               | Лорі Макніл Mariana Perez-Rolden | Патрісія Тарабіні Лаура Голарса Беттіна Фулько Ніколе Мунс-Ягерман           |
| 1 Dec   | Argentinian Open 1986 Буенос-Айрес, Аргентина Категорія 1 $50,000 – Ґрунт -56S/28D/32Q Одиночний розряд – Парний розряд | Лорі Макніл Мерседес Пас 6–1, 2–6, 6–1        | Ніколе Мунс-Ягерман Манон Боллеграф | Лорі Макніл Mariana Perez-Rolden | Патрісія Тарабіні Лаура Голарса Беттіна Фулько Ніколе Мунс-Ягерман           |
| 8 Dec   | Brazilian Open Сан-Паулу, Бразилія Категорія 1 $50,000 – Ґрунт -56S/28D/32Q Одиночний розряд – Парний розряд            | Вікі Нелсон-Данбар 6–2, 7–6(7–1)              | Дженні Клітч                        | Кетрін Кейл Емі Шварц            | Ніколе Мунс-Ягерман Адріана Віллагран Аранча Санчес Вікаріо Катеріна Ноццолі |
| 8 Dec   | Brazilian Open Сан-Паулу, Бразилія Категорія 1 $50,000 – Ґрунт -56S/28D/32Q Одиночний розряд – Парний розряд            | Ніжі Діас Патрісія Медрадо 6–4, 4–6, 7–6(8–6) | Лаура Аррая Петра Губер             | Кетрін Кейл Емі Шварц            | Ніколе Мунс-Ягерман Адріана Віллагран Аранча Санчес Вікаріо Катеріна Ноццолі |
| 29 Dec  | Jason 2000 Classic Брисбен, Австралія Категорія 2 $100,000 – Трава – 56S/32D/32Q Одиночний розряд – Парний розряд       | Гана Мандлікова 6–2, 2–6, 6–4                 | Пем Шрайвер                         | Гелена Сукова Бетсі Нагелсен     | Гелен Келесі Розалін Феербенк Елізабет Смайлі Ева Пфафф                      |
| 29 Dec  | Jason 2000 Classic Брисбен, Австралія Категорія 2 $100,000 – Трава – 56S/32D/32Q Одиночний розряд – Парний розряд       | Гана Мандлікова Венді Тернбулл 6–4, 6–2       | Бетсі Нагелсен Елізабет Смайлі      | Гелена Сукова Бетсі Нагелсен     | Гелен Келесі Розалін Феербенк Елізабет Смайлі Ева Пфафф                      |

### Січень
| Тиждень       | Турнір | Чемпіонки                                          | Фіналістки                    | Півфіналістки                                            | Чвертьфіналістки                                                                                                  |
| ------------- | --- | -------------------------------------------------- | ----------------------------- | -------------------------------------------------------- | --- |
| 5 Jan         | Family Circle NSW Open Сідней, Австралія Категорія 3 $150,000 – Трава – 56S/32D/32Q Одиночний розряд – Парний розряд                                                   | Зіна Гаррісон 6–2, 6–4                             | Пем Шрайвер                   | Венді Тернбулл Мануела Малеєва                           | Лорі Макніл Гелена Сукова Іноуе Ецуко Катаріна Ліндквіст                                                          |
| 5 Jan         | Family Circle NSW Open Сідней, Австралія Категорія 3 $150,000 – Трава – 56S/32D/32Q Одиночний розряд – Парний розряд                                                   | Бетсі Нагелсен Елізабет Смайлі 6–7(5–7), 7–5, 6–1  | Дженні Бірн Джанін Тремеллінг | Венді Тернбулл Мануела Малеєва                           | Лорі Макніл Гелена Сукова Іноуе Ецуко Катаріна Ліндквіст                                                          |
| 12 Jan 19 Jan | Відкритий чемпіонат Австралії з тенісу Мельбурн, Австралія Великий шолом $670,101 – Трава – 112S/32Q/32D/32X Одиночний розряд – Парний розряд – Змішаний парний розряд | Гана Мандлікова 7–5, 7–6(7–1)                      | Мартіна Навратілова           | Катаріна Ліндквіст Клаудія Коде-Кільш                    | Зіна Гаррісон Пем Шрайвер Елізабет Смайлі Лорі Макніл                                                             |
| 12 Jan 19 Jan | Відкритий чемпіонат Австралії з тенісу Мельбурн, Австралія Великий шолом $670,101 – Трава – 112S/32Q/32D/32X Одиночний розряд – Парний розряд – Змішаний парний розряд | Мартіна Навратілова Пем Шрайвер 6–1, 6–0           | Зіна Гаррісон Лорі Макніл     | Катаріна Ліндквіст Клаудія Коде-Кільш                    | Зіна Гаррісон Пем Шрайвер Елізабет Смайлі Лорі Макніл                                                             |
| 12 Jan 19 Jan | Відкритий чемпіонат Австралії з тенісу Мельбурн, Австралія Великий шолом $670,101 – Трава – 112S/32Q/32D/32X Одиночний розряд – Парний розряд – Змішаний парний розряд | Зіна Гаррісон Шервуд Стюарт 3–6, 7–6(7–5), 6–3     | Ендрю Кастл Енн Гоббс         | Катаріна Ліндквіст Клаудія Коде-Кільш                    | Зіна Гаррісон Пем Шрайвер Елізабет Смайлі Лорі Макніл                                                             |
| 26 Jan        | Bridgestone Doubles Championships Tokyo, Японія $175,000 – Килим (i) – 8D Парний розряд                                                                                | Клаудія Коде-Кільш Гелена Сукова 6–1, 7–6(7–5)     | Еліз Берджін Пем Шрайвер      | Джиджі Фернандес / Робін Вайт Сенді Коллінз / Шерон Волш | Бет Герр / Алісія Молтон Дженні Бірн / Дженін Томпсон Бетсі Нагелсен / Елізабет Смайлі Кенді Рейнолдс / Пола Сміт |
| 26 Jan        | Nutri-Metics Open Окленд (Нова Зеландія), Нова Зеландія Категорія 1 $50,000 – Трава – 56S/24D/32Q Одиночний розряд – Парний розряд                                     | Гретхен Раш 6–2, 6–3                               | Террі Фелпс                   | Елізабет Мінтер Кетрін Кейл                              | Анна-Марія Фернандес Мішелл Джеггерд Анн Девріє Ніколь Брадтке                                                    |
| 26 Jan        | Nutri-Metics Open Окленд (Нова Зеландія), Нова Зеландія Категорія 1 $50,000 – Трава – 56S/24D/32Q Одиночний розряд – Парний розряд                                     | Анна-Марія Фернандес Джулі Річардсон 4–6, 6–4, 6–2 | Гретхен Раш Елізабет Мінтер   | Елізабет Мінтер Кетрін Кейл                              | Анна-Марія Фернандес Мішелл Джеггерд Анн Девріє Ніколь Брадтке                                                    |

### Лютий
| Тиждень      | Турнір | Чемпіонки                                                 | Фіналістки                       | Півфіналістки                              | Чвертьфіналістки                                               |
| ------------ | --- | --------------------------------------------------------- | -------------------------------- | ------------------------------------------ | -------------------------------------------------------------- |
| 2 Feb        | Virginia Slims of Kansas Вічита, США Категорія 1+ $75,000 – Килим (i) – 32S/16D Одиночний розряд – Парний розряд                               | Барбара Поттер 7–6(8–6), 7–6(7–5)                         | Лариса Савченко-Нейланд          | Емманюель Дерлі Wendy Prausa               | Яна Новотна наталія Бикова Наташа Звєрєва Сільвія Ганіка       |
| 2 Feb        | Virginia Slims of Kansas Вічита, США Категорія 1+ $75,000 – Килим (i) – 32S/16D Одиночний розряд – Парний розряд                               | Світлана Пархоменко Лариса Савченко-Нейланд 6–2, 6–4      | Барбара Поттер Wendy Prausa      | Емманюель Дерлі Wendy Prausa               | Яна Новотна наталія Бикова Наташа Звєрєва Сільвія Ганіка       |
| 9 Feb        | Virginia Slims of California Сан-Франциско, США Категорія 3 $150,000 – Тверде (i) – 32S/16D Одиночний розряд – Парний розряд                   | Зіна Гаррісон 7–5, 4–6, 6–3                               | Сільвія Ганіка                   | Гана Мандлікова Кеті Ріналді               | Мануела Малеєва Венді Вайт Венді Тернбулл Стефані Реге         |
| 9 Feb        | Virginia Slims of California Сан-Франциско, США Категорія 3 $150,000 – Тверде (i) – 32S/16D Одиночний розряд – Парний розряд                   | Гана Мандлікова Венді Тернбулл 6–4, 7–6(7–4)              | Зіна Гаррісон Габріела Сабатіні  | Гана Мандлікова Кеті Ріналді               | Мануела Малеєва Венді Вайт Венді Тернбулл Стефані Реге         |
| 9 Feb        | Virginia Slims of Oklahoma Оклахома-Сіті, США Категорія 1+ $75,000 – Килим (i) – 32S/16D Одиночний розряд – Парний розряд                      | Елізабет Смайлі 4–6, 6–3, 7–5                             | Лорі Макніл                      | Лариса Савченко-Нейланд Катаріна Ліндквіст | Ху На наталія Бикова Камілл Бенджамін Енн Мінтер               |
| 9 Feb        | Virginia Slims of Oklahoma Оклахома-Сіті, США Категорія 1+ $75,000 – Килим (i) – 32S/16D Одиночний розряд – Парний розряд                      | Світлана Пархоменко Лариса Савченко-Нейланд 6–4, 6–4      | Лорі Макніл Кім Сендс            | Лариса Савченко-Нейланд Катаріна Ліндквіст | Ху На наталія Бикова Камілл Бенджамін Енн Мінтер               |
| 16 Feb       | Virginia Slims of Florida Бока-Ратон, США Категорія 4 $250,000 – Тверде – 56S/32D Одиночний розряд – Парний розряд                             | Штеффі Граф 6–2, 6–3                                      | Гелена Сукова                    | Габріела Сабатіні Пем Шрайвер              | Кейт Гомперт Беттіна Бюнге Джиджі Фернандес Клаудія Коде-Кільш |
| 16 Feb       | Virginia Slims of Florida Бока-Ратон, США Категорія 4 $250,000 – Тверде – 56S/32D Одиночний розряд – Парний розряд                             | Світлана Пархоменко Лариса Савченко-Нейланд 6–0, 3–6, 6–2 | Кріс Еверт Пем Шрайвер           | Габріела Сабатіні Пем Шрайвер              | Кейт Гомперт Беттіна Бюнге Джиджі Фернандес Клаудія Коде-Кільш |
| 23 Feb 2 Mar | Lipton International Players Championships Кі-Біскейн (Флорида), США Категорія 4 $750,000 – Тверде – 128S/64D Одиночний розряд – Парний розряд | Штеффі Граф 6–1, 6–2                                      | Кріс Еверт                       | Мартіна Навратілова Гана Мандлікова        | Наталі Тозья Ліса Бондер Гелена Сукова Клаудія Коде-Кільш      |
| 23 Feb 2 Mar | Lipton International Players Championships Кі-Біскейн (Флорида), США Категорія 4 $750,000 – Тверде – 128S/64D Одиночний розряд – Парний розряд | Мартіна Навратілова Пем Шрайвер 6–3, 7–6(8–6)             | Клаудія Коде-Кільш Гелена Сукова | Мартіна Навратілова Гана Мандлікова        | Наталі Тозья Ліса Бондер Гелена Сукова Клаудія Коде-Кільш      |

### Березень
| Тиждень | Турнір | Чемпіонки                              | Фіналістки                     | Півфіналістки                    | Чвертьфіналістки                                           |
| ------- | --- | -------------------------------------- | ------------------------------ | -------------------------------- | ---------------------------------------------------------- |
| 9 Mar   | Virginia Slims of Arizona Фінікс, США Категорія 1+ $75,000 – Тверде (i) – 48S/28D Одиночний розряд – Парний розряд                 | Енн Вайт 6–1, 6–2                      | Діанне Фромгольтц              | Шерон Волш Марія Ліндстрем       | Катрін Сюїр Енн Генрікссон Крістіан Жоліссен Пенні Барг    |
| 9 Mar   | Virginia Slims of Arizona Фінікс, США Категорія 1+ $75,000 – Тверде (i) – 48S/28D Одиночний розряд – Парний розряд                 | Пенні Барг Бет Герр 2–6, 6–2, 7–6(7–2) | Мері-Лу Деніелс Енн Вайт       | Шерон Волш Марія Ліндстрем       | Катрін Сюїр Енн Генрікссон Крістіан Жоліссен Пенні Барг    |
| 16 Mar  | Virginia Slims of Dallas Даллас, США Категорія 4 $250,000 – Килим (i) – 32S/16D Одиночний розряд – Парний розряд                   | Кріс Еверт 6–1, 6–3                    | Пем Шрайвер                    | Зіна Гаррісон Лорі Макніл        | Стефані Реге Беттіна Бюнге Мануела Малеєва Венді Тернбулл  |
| 16 Mar  | Virginia Slims of Dallas Даллас, США Категорія 4 $250,000 – Килим (i) – 32S/16D Одиночний розряд – Парний розряд                   | Мері-Лу Деніелс Енн Вайт 7–5, 6–3      | Еліз Берджін Робін Вайт        | Зіна Гаррісон Лорі Макніл        | Стефані Реге Беттіна Бюнге Мануела Малеєва Венді Тернбулл  |
| 23 Mar  | Virginia Slims of Washington Washington, D.C., США Категорія 3 $150,000 – Килим (i) – 32S/16D/32Q Одиночний розряд – Парний розряд | Гана Мандлікова 6–4, 6–2               | Барбара Поттер                 | Гелена Сукова Зіна Гаррісон      | Кеті Ріналді Лорі Макніл Енн Генрікссон Сільвія Ганіка     |
| 23 Mar  | Virginia Slims of Washington Washington, D.C., США Категорія 3 $150,000 – Килим (i) – 32S/16D/32Q Одиночний розряд – Парний розряд | Еліз Берджін Пем Шрайвер 6–1, 3–6, 6–4 | Зіна Гаррісон Лорі Макніл      | Гелена Сукова Зіна Гаррісон      | Кеті Ріналді Лорі Макніл Енн Генрікссон Сільвія Ганіка     |
| 30 Mar  | Wild Dunes Чарлстон (Південна Кароліна), США Категорія 1+ $75,000 – Ґрунт – 48S/24D Одиночний розряд – Парний розряд               | Мануела Малеєва 5–7, 6–2, 6–3          | Раффаелла Реджі                | Беттіна Фулько Яна Новотна       | Гелл Сіоффі Сандра Чеккіні Кейт Гомперт Вілтруд Пробст     |
| 30 Mar  | Wild Dunes Чарлстон (Південна Кароліна), США Категорія 1+ $75,000 – Ґрунт – 48S/24D Одиночний розряд – Парний розряд               | Лаура Аррая Тіна Шоєр-Ларсен 6–4, 6–4  | Мерседес Пас Кенді Рейнолдс    | Беттіна Фулько Яна Новотна       | Гелл Сіоффі Сандра Чеккіні Кейт Гомперт Вілтруд Пробст     |
| 30 Mar  | U.S. Indoors Принстон, США Категорія 3 $150,000 – Килим (i) – 32S/14D Одиночний розряд – Парний розряд                             | Гелена Сукова 6–0, 6–3                 | Лорі Макніл                    | Гана Мандлікова Джиджі Фернандес | Сільвія Ганіка Венді Тернбулл Грейс Кім Катаріна Ліндквіст |
| 30 Mar  | U.S. Indoors Принстон, США Категорія 3 $150,000 – Килим (i) – 32S/14D Одиночний розряд – Парний розряд                             | Джиджі Фернандес Лорі Макніл 6–1, 6–4  | Бетсі Нагелсен Елізабет Смайлі | Гана Мандлікова Джиджі Фернандес | Сільвія Ганіка Венді Тернбулл Грейс Кім Катаріна Ліндквіст |

### Квітень
| Тиждень | Турнір | Чемпіонки                                            | Фіналістки                     | Півфіналістки                      | Чвертьфіналістки                                            |
| ------- | --- | ---------------------------------------------------- | ------------------------------ | ---------------------------------- | ----------------------------------------------------------- |
| 6 Apr   | Family Circle Cup Гілтон-Гед-Айленд (Південна Кароліна), SC, США Категорія 4 $300,000 – Ґрунт – 56S/28D/32Q Одиночний розряд – Парний розряд | Штеффі Граф 6–2, 4–6, 6–3                            | Мануела Малеєва                | Габріела Сабатіні Кріс Еверт       | Гелен Келесі Клаудія Коде-Кільш Зіна Гаррісон Беттіна Бюнге |
| 6 Apr   | Family Circle Cup Гілтон-Гед-Айленд (Південна Кароліна), SC, США Категорія 4 $300,000 – Ґрунт – 56S/28D/32Q Одиночний розряд – Парний розряд | Мерседес Пас Ева Пфафф 7–6(8–6), 7–5                 | Зіна Гаррісон Лорі Макніл      | Габріела Сабатіні Кріс Еверт       | Гелен Келесі Клаудія Коде-Кільш Зіна Гаррісон Беттіна Бюнге |
| 13 Apr  | WITA Championships Амелія (острів), США Категорія 4 $275,000 – Ґрунт – 56S/28D/32Q Одиночний розряд – Парний розряд                          | Штеффі Граф 6–3, 6–4                                 | Гана Мандлікова                | Габріела Сабатіні Зіна Гаррісон    | Мануела Малеєва Гелен Келесі Кеті Ріналді Террі Фелпс       |
| 13 Apr  | WITA Championships Амелія (острів), США Категорія 4 $275,000 – Ґрунт – 56S/28D/32Q Одиночний розряд – Парний розряд                          | Штеффі Граф Габріела Сабатіні 3–6, 6–3, 7–5          | Гана Мандлікова Венді Тернбулл | Габріела Сабатіні Зіна Гаррісон    | Мануела Малеєва Гелен Келесі Кеті Ріналді Террі Фелпс       |
| 13 Apr  | Suntory Japan Open Tokyo, Японія Категорія 1 $50,000 – Тверде – 32S/16D Одиночний розряд – Парний розряд                                     | Катарина Малеєва 6–2, 6–3                            | Барбара Геркен                 | Etsuko Kaneshiro Бетсі Нагелсен    | Мелісса Гарні Кеті Джордан Окамото Куміко Бет Герр          |
| 13 Apr  | Suntory Japan Open Tokyo, Японія Категорія 1 $50,000 – Тверде – 32S/16D Одиночний розряд – Парний розряд                                     | Бетсі Нагелсен Кеті Джордан 6–3, 7–5                 | Сенді Коллінз Шерон Волш       | Etsuko Kaneshiro Бетсі Нагелсен    | Мелісса Гарні Кеті Джордан Окамото Куміко Бет Герр          |
| 20 Apr  | Virginia Slims of Houston Х'юстон, Texas, США Категорія 3 $150,000 – Ґрунт – 32S/16D/32Q Одиночний розряд – Парний розряд                    | Кріс Еверт 3–6, 6–1, 7–6(7–4)                        | Мартіна Навратілова            | Зіна Гаррісон Гана Мандлікова      | Лорі Макніл Раффаелла Реджі Кейт Гомперт Габріела Сабатіні  |
| 20 Apr  | Virginia Slims of Houston Х'юстон, Texas, США Категорія 3 $150,000 – Ґрунт – 32S/16D/32Q Одиночний розряд – Парний розряд                    | Кеті Джордан Мартіна Навратілова 6–2, 6–4            | Зіна Гаррісон Лорі Макніл      | Зіна Гаррісон Гана Мандлікова      | Лорі Макніл Раффаелла Реджі Кейт Гомперт Габріела Сабатіні  |
| 20 Apr  | Taipei Women's Championships Тайбей, Тайвань Категорія 1 $50,000 – Килим (i) – 32S/16D Одиночний розряд – Парний розряд                      | Енн Мінтер 6–4, 6–1                                  | Клаудія Порвік                 | Адріана Віллагран Гезер Ладлофф    | Клаудія Монтейру Анн Девріє Катеріна Ноццолі Лаура Голарса  |
| 20 Apr  | Taipei Women's Championships Тайбей, Тайвань Категорія 1 $50,000 – Килим (i) – 32S/16D Одиночний розряд – Парний розряд                      | Кеммі Макгрегор Синтія Макгрегор 7–6(10–8), 5–7, 6–4 | Сенді Коллінз Шерон Волш       | Адріана Віллагран Гезер Ладлофф    | Клаудія Монтейру Анн Девріє Катеріна Ноццолі Лаура Голарса  |
| 27 Apr  | Eckerd Open Тампа США Категорія 3 $150,000 – Ґрунт – 32S/16D/32Q Одиночний розряд – Парний розряд                                            | Кріс Еверт 6–3, 6–2                                  | Кейт Гомперт                   | Beverly Bowes-Hackney Кеті Ріналді | Лаура Аррая Террі Фелпс Ронні Рейс Жизеле Міро              |
| 27 Apr  | Eckerd Open Тампа США Категорія 3 $150,000 – Ґрунт – 32S/16D/32Q Одиночний розряд – Парний розряд                                            | Кріс Еверт Венді Тернбулл 6–4, 6–3                   | Еліз Берджін Розалін Феербенк  | Beverly Bowes-Hackney Кеті Ріналді | Лаура Аррая Террі Фелпс Ронні Рейс Жизеле Міро              |
| 27 Apr  | Singapore Women's Open Сінгапур Категорія 1 $50,000 – Тверде – 32S/16D Одиночний розряд – Парний розряд                                      | Енн Мінтер 6–4, 6–1                                  | Барбара Геркен                 | Окаґава Еміко Etsuko Kaneshiro     | Анн Девріє Кеммі Макгрегор Аннабел Крофт Клаудія Порвік     |
| 27 Apr  | Singapore Women's Open Сінгапур Категорія 1 $50,000 – Тверде – 32S/16D Одиночний розряд – Парний розряд                                      | Анна-Марія Фернандес Джулі Річардсон 6–1, 6–4        | Барбара Геркен Гезер Ладлофф   | Окаґава Еміко Etsuko Kaneshiro     | Анн Девріє Кеммі Макгрегор Аннабел Крофт Клаудія Порвік     |

### Травень
| Тиждень         | Турнір | Чемпіонки                                       | Фіналістки                          | Півфіналістки                     | Чвертьфіналістки                                                         |
| --------------- | --- | ----------------------------------------------- | ----------------------------------- | --------------------------------- | ------------------------------------------------------------------------ |
| 4 травня        | Internazionali d'Italia Перуджа, Італія Категорія 3 $150,000 – Ґрунт – 56S/32D/32Q Одиночний розряд – Парний розряд                                               | Штеффі Граф 7–5, 4–6, 6–0                       | Габріела Сабатіні                   | Мартіна Навратілова Гелена Сукова | Клаудія Коде-Кільш Аранча Санчес Вікаріо Юдіт Візнер Беттіна Фулько      |
| 4 травня        | Internazionali d'Italia Перуджа, Італія Категорія 3 $150,000 – Ґрунт – 56S/32D/32Q Одиночний розряд – Парний розряд                                               | Мартіна Навратілова Габріела Сабатіні 6–4, 6–1  | Клаудія Коде-Кільш Гелена Сукова    | Мартіна Навратілова Гелена Сукова | Клаудія Коде-Кільш Аранча Санчес Вікаріо Юдіт Візнер Беттіна Фулько      |
| 11 травня       | Fila German Open Berlin, Німеччина Категорія 3 $150,000 – Ґрунт – 56S/28D Одиночний розряд – Парний розряд                                                        | Штеффі Граф 6–2, 6–3                            | Клаудія Коде-Кільш                  | Сандра Чеккіні Патрісія Тарабіні  | Наталі Тозья Луїс Філд Раффаелла Реджі Ніколь Брадтке                    |
| 11 травня       | Fila German Open Berlin, Німеччина Категорія 3 $150,000 – Ґрунт – 56S/28D Одиночний розряд – Парний розряд                                                        | Клаудія Коде-Кільш Гелена Сукова 6–1, 6–2       | Катаріна Ліндквіст Тіна Шоєр-Ларсен | Сандра Чеккіні Патрісія Тарабіні  | Наталі Тозья Луїс Філд Раффаелла Реджі Ніколь Брадтке                    |
| 18 травня       | European Open Женева, Швейцарія Категорія 2 $100,000 – Ґрунт – 64S/32D Одиночний розряд – Парний розряд                                                           | Кріс Еверт 6–3, 4–6, 6–2                        | Мануела Малеєва                     | Лорі Макніл Раффаелла Реджі       | Мері Джо Фернандес Mariana Perez-Rolden Катарина Малеєва Іва Бударжова   |
| 18 травня       | European Open Женева, Швейцарія Категорія 2 $100,000 – Ґрунт – 64S/32D Одиночний розряд – Парний розряд                                                           | Бетсі Нагелсен Елізабет Смайлі 4–6, 6–4, 6–3    | Лаура Аррая Катрін Танв'є           | Лорі Макніл Раффаелла Реджі       | Мері Джо Фернандес Mariana Perez-Rolden Катарина Малеєва Іва Бударжова   |
| 18 травня       | Internationaux de Strasbourg Страсбург, Франція Категорія 1+ $75,000 – Ґрунт – 32S/16D/32Q Одиночний розряд – Парний розряд                                       | Карлінг Бассетт-Сегусо 6–3, 6–4                 | Сандра Чеккіні                      | Кетлін Горват Наталі Тозья        | Ізабель Куето Еліз Берджін Вірджинія Рузіч Террі Фелпс                   |
| 18 травня       | Internationaux de Strasbourg Страсбург, Франція Категорія 1+ $75,000 – Ґрунт – 32S/16D/32Q Одиночний розряд – Парний розряд                                       | Яна Новотна Катрін Сюїр 6–0, 6–2                | Кетлін Горват Марселла Мескер       | Кетлін Горват Наталі Тозья        | Ізабель Куето Еліз Берджін Вірджинія Рузіч Террі Фелпс                   |
| 25 травня 1 Jun | Відкритий чемпіонат Франції з тенісу Paris, Франція Великий шолом $1,325,000 – Ґрунт – 128S/64Q/64D/64X Одиночний розряд – Парний розряд – Змішаний парний розряд | Штеффі Граф 6–4, 4–6, 8–6                       | Мартіна Навратілова                 | Кріс Еверт Габріела Сабатіні      | Клаудія Коде-Кільш Раффаелла Реджі Аранча Санчес Вікаріо Мануела Малеєва |
| 25 травня 1 Jun | Відкритий чемпіонат Франції з тенісу Paris, Франція Великий шолом $1,325,000 – Ґрунт – 128S/64Q/64D/64X Одиночний розряд – Парний розряд – Змішаний парний розряд | Мартіна Навратілова Пем Шрайвер 6–2, 6–1        | Штеффі Граф Габріела Сабатіні       | Кріс Еверт Габріела Сабатіні      | Клаудія Коде-Кільш Раффаелла Реджі Аранча Санчес Вікаріо Мануела Малеєва |
| 25 травня 1 Jun | Відкритий чемпіонат Франції з тенісу Paris, Франція Великий шолом $1,325,000 – Ґрунт – 128S/64Q/64D/64X Одиночний розряд – Парний розряд – Змішаний парний розряд | Пем Шрайвер Еміліо Санчес Вікаріо 6–3, 7–6(7–5) | Лорі Макніл Шервуд Стюарт           | Кріс Еверт Габріела Сабатіні      | Клаудія Коде-Кільш Раффаелла Реджі Аранча Санчес Вікаріо Мануела Малеєва |

### Червень
| Тиждень       | Турнір | Чемпіонки                                                      | Фіналістки                       | Півфіналістки          | Чвертьфіналістки                                                           |
| ------------- | --- | -------------------------------------------------------------- | -------------------------------- | ---------------------- | -------------------------------------------------------------------------- |
| 8 Jun         | Dow Chemical Classic Бірмінгем, Велика Британія Категорія 2 $125,000 – Трава – 56S/32D/32Q Одиночний розряд – Парний розряд                                | Пем Шрайвер 4–6, 6–2, 6–2                                      | Лариса Савченко-Нейланд          | Іноуе Ецуко Ева Пфафф  | Наталі Тозья Карлінг Бассетт-Сегусо Елізабет Смайлі Розалін Феербенк       |
| 8 Jun         | Dow Chemical Classic Бірмінгем, Велика Британія Категорія 2 $125,000 – Трава – 56S/32D/32Q Одиночний розряд – Парний розряд                                | Cancelled due to rain                                          |                                  | Іноуе Ецуко Ева Пфафф  | Наталі Тозья Карлінг Бассетт-Сегусо Елізабет Смайлі Розалін Феербенк       |
| 15 Jun        | Pilkington Glass Championships Істборн, Велика Британія Категорія 4 $200,000 – Трава – 64S/32D Одиночний розряд – Парний розряд                            | Гелена Сукова 7–6(7–5), 6–3                                    | Мартіна Навратілова              | Пем Шрайвер Кріс Еверт | Ізабель Демонжо Габріела Сабатіні Розалін Феербенк Лариса Савченко-Нейланд |
| 15 Jun        | Pilkington Glass Championships Істборн, Велика Британія Категорія 4 $200,000 – Трава – 64S/32D Одиночний розряд – Парний розряд                            | Світлана Пархоменко Лариса Савченко-Нейланд 7–6(7–5), 4–6, 7–5 | Розалін Феербенк Елізабет Смайлі | Пем Шрайвер Кріс Еверт | Ізабель Демонжо Габріела Сабатіні Розалін Феербенк Лариса Савченко-Нейланд |
| 22 Jun 29 Jun | Вімблдонський турнір London, Велика Британія Великий шолом $1,467,542 – Трава – 128S/64Q/64D/64X Одиночний розряд – Парний розряд – Змішаний парний розряд | Мартіна Навратілова 7–5, 6–3                                   | Штеффі Граф                      | Кріс Еверт Пем Шрайвер | Діанне Фромгольтц Клаудія Коде-Кільш Гелена Сукова Габріела Сабатіні       |
| 22 Jun 29 Jun | Вімблдонський турнір London, Велика Британія Великий шолом $1,467,542 – Трава – 128S/64Q/64D/64X Одиночний розряд – Парний розряд – Змішаний парний розряд | Клаудія Коде-Кільш Гелена Сукова 7–5, 7–5                      | Бетсі Нагелсен Елізабет Смайлі   | Кріс Еверт Пем Шрайвер | Діанне Фромгольтц Клаудія Коде-Кільш Гелена Сукова Габріела Сабатіні       |
| 22 Jun 29 Jun | Вімблдонський турнір London, Велика Британія Великий шолом $1,467,542 – Трава – 128S/64Q/64D/64X Одиночний розряд – Парний розряд – Змішаний парний розряд | Джо Дьюрі Джеремі Бейтс 7–6(12–10), 6–3                        | Ніколь Брадтке Даррен Кейгілл    | Кріс Еверт Пем Шрайвер | Діанне Фромгольтц Клаудія Коде-Кільш Гелена Сукова Габріела Сабатіні       |

### Липень
| Тиждень | Турнір | Чемпіонки                                          | Фіналістки                       | Півфіналістки                    | Чвертьфіналістки                                               |
| ------- | --- | -------------------------------------------------- | -------------------------------- | -------------------------------- | -------------------------------------------------------------- |
| 6 Jul   | Swedish Open Бостад, Швеція Категорія 1+ $75,000 – Ґрунт – 32S/16D/32Q Одиночний розряд – Парний розряд                         | Сандра Чеккіні 6–4, 6–4                            | Катаріна Ліндквіст               | Юдіт Візнер Катарина Малеєва     | Адріана Віллагран Каріна Карлссон Amy Jönsson Тіна Шоєр-Ларсен |
| 6 Jul   | Swedish Open Бостад, Швеція Категорія 1+ $75,000 – Ґрунт – 32S/16D/32Q Одиночний розряд – Парний розряд                         | Пенні Барг Тіна Шоєр-Ларсен 6–1, 6–2               | Сандра Чеккіні Патрісія Тарабіні | Юдіт Візнер Катарина Малеєва     | Адріана Віллагран Каріна Карлссон Amy Jönsson Тіна Шоєр-Ларсен |
| 6 Jul   | Belgian Ladies Open Knokke-Le-Zoute, Бельгія Категорія 1+ $75,000 – Ґрунт – 32S/16D/32Q Одиночний розряд – Парний розряд        | Кетлін Горват 6–1, 7–6(7–5)                        | Беттіна Бюнге                    | Лаура Гарроне Наталі Ерреман     | Федеріка Бонсіньйорі Анн Девріє Мерседес Пас Ізабель Куето     |
| 6 Jul   | Belgian Ladies Open Knokke-Le-Zoute, Бельгія Категорія 1+ $75,000 – Ґрунт – 32S/16D/32Q Одиночний розряд – Парний розряд        | Беттіна Бюнге Мануела Малеєва 4–6, 6–4, 6–3        | Кетлін Горват Марселла Мескер    | Лаура Гарроне Наталі Ерреман     | Федеріка Бонсіньйорі Анн Девріє Мерседес Пас Ізабель Куето     |
| 13 Jul  | Virginia Slims of Newport Ньюпорт (Род-Айленд), США Категорія 3 $150,000 – Трава – 32S/16D/32Q Одиночний розряд – Парний розряд | Пем Шрайвер 6–2, 6–4                               | Венді Вайт                       | Алісія Молтон Розалін Феербенк   | Джиджі Фернандес Террі Фелпс Гезер Ладлофф Лорі Макніл         |
| 13 Jul  | Virginia Slims of Newport Ньюпорт (Род-Айленд), США Категорія 3 $150,000 – Трава – 32S/16D/32Q Одиночний розряд – Парний розряд | Джиджі Фернандес Лорі Макніл 7–6(7–5), 7–5         | Енн Гоббс Кеті Джордан           | Алісія Молтон Розалін Феербенк   | Джиджі Фернандес Террі Фелпс Гезер Ладлофф Лорі Макніл         |
| 20 Jul  | Fed Cup Ванкувер, Канада Team event Тверде                                                                                      | Федеративна Республіка Німеччина (1949—1990) · 2–1 | Сполучені Штати Америки ·        | Болгарія · Чехословаччина ·      | Велика Британія · Австралія · Аргентина · Канада               |
| 27 Jul  | Northern California Open Аптос (Каліфорнія), США Категорія 1 $50,000 – Тверде – 32S/16D/32Q Одиночний розряд – Парний розряд    | Еллі Гакамі 6–3, 6–4                               | Мелісса Гарні                    | Mariana Perez-Rolden Террі Фелпс | Пенні Барг Сьюзен Маскарін Кеті Джордан Кеммі Макгрегор        |
| 27 Jul  | Northern California Open Аптос (Каліфорнія), США Категорія 1 $50,000 – Тверде – 32S/16D/32Q Одиночний розряд – Парний розряд    | Кеті Джордан Робін Вайт 6–1, 6–0                   | Лі Антонопліс Барбара Геркен     | Mariana Perez-Rolden Террі Фелпс | Пенні Барг Сьюзен Маскарін Кеті Джордан Кеммі Макгрегор        |

### Серпень
| Тиждень       | Турнір | Чемпіонки                                                           | Фіналістки                       | Півфіналістки                         | Чвертьфіналістки                                                   |
| ------------- | --- | ------------------------------------------------------------------- | -------------------------------- | ------------------------------------- | ------------------------------------------------------------------ |
| 3 Aug         | Virginia Slims of San Diego Сан-Дієго, California, США Категорія 1+ $75,000 – Тверде – 56S/28D Одиночний розряд – Парний розряд                                      | Раффаелла Реджі 6–0, 6–4                                            | Енн Мінтер                       | Лорі Макніл Наталі Тозья              | Еллі Гакамі Наталі Ерреман Ізабель Демонжо Кейт Гомперт            |
| 3 Aug         | Virginia Slims of San Diego Сан-Дієго, California, США Категорія 1+ $75,000 – Тверде – 56S/28D Одиночний розряд – Парний розряд                                      | Яна Новотна Катрін Сюїр 6–3, 6–4                                    | Еліз Берджін Шерон Волш          | Лорі Макніл Наталі Тозья              | Еллі Гакамі Наталі Ерреман Ізабель Демонжо Кейт Гомперт            |
| 10 Aug        | Virginia Slims of Los Angeles Los Angeles, США Категорія 4 $250,000 – Тверде – 56S/28D/32Q Одиночний розряд – Парний розряд                                          | Штеффі Граф 6–3, 6–4                                                | Кріс Еверт                       | Габріела Сабатіні Мартіна Навратілова | Еллі Гакамі Лорі Макніл Гана Мандлікова Беттіна Бюнге              |
| 10 Aug        | Virginia Slims of Los Angeles Los Angeles, США Категорія 4 $250,000 – Тверде – 56S/28D/32Q Одиночний розряд – Парний розряд                                          | Мартіна Навратілова Пем Шрайвер 6–3, 6–4                            | Зіна Гаррісон Лорі Макніл        | Габріела Сабатіні Мартіна Навратілова | Еллі Гакамі Лорі Макніл Гана Мандлікова Беттіна Бюнге              |
| 17 Aug        | Player's Canadian Open Торонто, Канада Категорія 4 $250,000 – Тверде – 56S/32D/32Q Одиночний розряд – Парний розряд                                                  | Пем Шрайвер 6–4, 6–1                                                | Зіна Гаррісон                    | Кріс Еверт Беттіна Бюнге              | Гелен Келесі Габріела Сабатіні Енн Мінтер Барбара Поттер           |
| 17 Aug        | Player's Canadian Open Торонто, Канада Категорія 4 $250,000 – Тверде – 56S/32D/32Q Одиночний розряд – Парний розряд                                                  | Зіна Гаррісон Лорі Макніл 6–1, 6–2                                  | Клаудія Коде-Кільш Гелена Сукова | Кріс Еверт Беттіна Бюнге              | Гелен Келесі Габріела Сабатіні Енн Мінтер Барбара Поттер           |
| 24 Aug        | United Jersey Bank Classic Мава (Нью-Джерсі), США Категорія 3 $150,000 – Тверде – 28S/16D/48Q Одиночний розряд – Парний розряд                                       | Мануела Малеєва 1–6, 6–4, 6–1                                       | Сільвія Ганіка                   | Катарина Малеєва Лорі Макніл          | Гелена Сукова Раффаелла Реджі Катаріна Ліндквіст Діанне Фромгольтц |
| 24 Aug        | United Jersey Bank Classic Мава (Нью-Джерсі), США Категорія 3 $150,000 – Тверде – 28S/16D/48Q Одиночний розряд – Парний розряд                                       | Джиджі Фернандес Лорі Макніл 6–3, 6–2                               | Енн Гоббс Елізабет Смайлі        | Катарина Малеєва Лорі Макніл          | Гелена Сукова Раффаелла Реджі Катаріна Ліндквіст Діанне Фромгольтц |
| 31 Augt 7 Sep | Відкритий чемпіонат США Флашинг-Медоуз, New York, США Великий шолом $1,666,667 – Тверде – 128S/64Q/64D/32X Одиночний розряд – Парний розряд – Змішаний парний розряд | Мартіна Навратілова 7–6(7–4), 6–1                                   | Штеффі Граф                      | Лорі Макніл Гелена Сукова             | Пем Шрайвер Кріс Еверт Клаудія Коде-Кільш Габріела Сабатіні        |
| 31 Augt 7 Sep | Відкритий чемпіонат США Флашинг-Медоуз, New York, США Великий шолом $1,666,667 – Тверде – 128S/64Q/64D/32X Одиночний розряд – Парний розряд – Змішаний парний розряд | Мартіна Навратілова Пем Шрайвер 5–7, 6–4, 6–2                       | Кеті Джордан Елізабет Смайлі     | Лорі Макніл Гелена Сукова             | Пем Шрайвер Кріс Еверт Клаудія Коде-Кільш Габріела Сабатіні        |
| 31 Augt 7 Sep | Відкритий чемпіонат США Флашинг-Медоуз, New York, США Великий шолом $1,666,667 – Тверде – 128S/64Q/64D/32X Одиночний розряд – Парний розряд – Змішаний парний розряд | Мартіна Навратілова Еміліо Санчес Вікаріо 6–4, 6–7(6–8), 7–6(14–12) | Бетсі Нагелсен Пол Еннекон       | Лорі Макніл Гелена Сукова             | Пем Шрайвер Кріс Еверт Клаудія Коде-Кільш Габріела Сабатіні        |

### Вересень
| Тиждень | Турнір | Чемпіонки                                         | Фіналістки                       | Півфіналістки                       | Чвертьфіналістки                                                    |
| ------- | --- | ------------------------------------------------- | -------------------------------- | ----------------------------------- | ------------------------------------------------------------------- |
| 14 Sep  | Pan Pacific Open Tokyo, Японія Категорія 4 $250,000 – Килим (i) – 28S/16D/32Q Одиночний розряд — Парний розряд              | Габріела Сабатіні 6–4, 7–6(8–6)                   | Мануела Малеєва                  | Катарина Малеєва Катаріна Ліндквіст | Іноуе Ецуко Діанне Фромгольтц Барбара Поттер Маріанн Вердел         |
| 14 Sep  | Pan Pacific Open Tokyo, Японія Категорія 4 $250,000 – Килим (i) – 28S/16D/32Q Одиночний розряд — Парний розряд              | Енн Вайт Робін Вайт 6–1, 6–2                      | Катарина Малеєва Мануела Малеєва | Катарина Малеєва Катаріна Ліндквіст | Іноуе Ецуко Діанне Фромгольтц Барбара Поттер Маріанн Вердел         |
| 21 Sep  | Citizen Cup Гамбург, West Німеччина Категорія 3 $150,000 – Ґрунт – 56S/28D Одиночний розряд – Парний розряд                 | Штеффі Граф 6–2, 6–2                              | Ізабель Куето                    | Сандра Чеккіні Кетлін Горват        | Вілтруд Пробст Раффаелла Реджі Сабрина Голеш Івона Кучиньська       |
| 21 Sep  | Citizen Cup Гамбург, West Німеччина Категорія 3 $150,000 – Ґрунт – 56S/28D Одиночний розряд – Парний розряд                 | Клаудія Коде-Кільш Яна Новотна 7–6(7–1), 7–6(8–6) | наталія Бикова Лейла Месхі       | Сандра Чеккіні Кетлін Горват        | Вілтруд Пробст Раффаелла Реджі Сабрина Голеш Івона Кучиньська       |
| 28 Sep  | Virginia Slims of New Orleans Новий Орлеан, США Категорія 3 $150,000 – Килим (i) – 32S/16D Одиночний розряд – Парний розряд | Кріс Еверт 6–3, 7–5                               | Лорі Макніл                      | Венді Тернбулл Зіна Гаррісон        | Енн Сміт Робін Вайт Кейт Гомперт Маріанн Вердел                     |
| 28 Sep  | Virginia Slims of New Orleans Новий Орлеан, США Категорія 3 $150,000 – Килим (i) – 32S/16D Одиночний розряд – Парний розряд | Зіна Гаррісон Лорі Макніл 6–3, 6–3                | Пінат Луї Гезер Ладлофф          | Венді Тернбулл Зіна Гаррісон        | Енн Сміт Робін Вайт Кейт Гомперт Маріанн Вердел                     |
| 28 Sep  | Open Clarins Paris, Франція $75,000 – Ґрунт – 32S/16D/32Q Одиночний розряд – Парний розряд                                  | Сабрина Голеш 7–5, 6–1                            | Сандра Вассерман                 | Мішелл Торрес Федеріка Бонсіньйорі  | Раффаелла Реджі Гана Фукаркова Сандра Чеккіні Бренда Шульц-Маккарті |
| 28 Sep  | Open Clarins Paris, Франція $75,000 – Ґрунт – 32S/16D/32Q Одиночний розряд – Парний розряд                                  | Ізабель Демонжо Наталі Тозья 1–6, 6–3, 6–3        | Сандра Чеккіні Сабрина Голеш     | Мішелл Торрес Федеріка Бонсіньйорі  | Раффаелла Реджі Гана Фукаркова Сандра Чеккіні Бренда Шульц-Маккарті |

### Жовтень
| Тиждень | Турнір | Чемпіонки                                   | Фіналістки                        | Півфіналістки                 | Чвертьфіналістки                                                    |
| ------- | --- | ------------------------------------------- | --------------------------------- | ----------------------------- | ------------------------------------------------------------------- |
| 5 Oct   | Athens Open Афіни, Греція Категорія 1+ $75,000 – Ґрунт – 32S/16D/32Q Одиночний розряд – Парний розряд                                  | Катарина Малеєва 6–1, 6–0                   | Жулі Алар-Декюжі                  | Ізабель Куето Юдіт Візнер     | Алексія Дешом-Баллере Лейла Месхі Патрісія Тарабіні Ольга Царбопулу |
| 5 Oct   | Athens Open Афіни, Греція Категорія 1+ $75,000 – Ґрунт – 32S/16D/32Q Одиночний розряд – Парний розряд                                  | Андреа Бецнер Юдіт Візнер 6–4, 7–6(7–0)     | Кетлін Горват Діанне Ван Ренсбург | Ізабель Куето Юдіт Візнер     | Алексія Дешом-Баллере Лейла Месхі Патрісія Тарабіні Ольга Царбопулу |
| 12 Oct  | Porsche Tennis Grand Prix Фільдерштадт, West Німеччина Категорія 3 $175,000 – Килим (i) – 32S/16D/32Q Одиночний розряд – Парний розряд | Мартіна Навратілова 7–5, 6–1                | Кріс Еверт                        | Габріела Сабатіні Пем Шрайвер | Лорі Макніл Гелена Сукова Зіна Гаррісон Мері Джо Фернандес          |
| 12 Oct  | Porsche Tennis Grand Prix Фільдерштадт, West Німеччина Категорія 3 $175,000 – Килим (i) – 32S/16D/32Q Одиночний розряд – Парний розряд | Мартіна Навратілова Пем Шрайвер 6–1, 6–2    | Зіна Гаррісон Лорі Макніл         | Габріела Сабатіні Пем Шрайвер | Лорі Макніл Гелена Сукова Зіна Гаррісон Мері Джо Фернандес          |
| 12 Oct  | Puerto Rico Open Сан-Хуан, Пуерто-Рико Категорія 1+ $75,000 – Тверде – 56S/28D Одиночний розряд – Парний розряд                        | Стефані Реге 7–5, 7–6(7–4)                  | Камілл Бенджамін                  | Пілар Васкес Елізабет Мінтер  | Венді Тернбулл Кеммі Макгрегор Нюрка Содупе Еллі Гакамі             |
| 12 Oct  | Puerto Rico Open Сан-Хуан, Пуерто-Рико Категорія 1+ $75,000 – Тверде – 56S/28D Одиночний розряд – Парний розряд                        | Ліз Грегорі Ронні Рейс 7–5, 7–5             | Кеммі Макгрегор Синтія Макгрегор  | Пілар Васкес Елізабет Мінтер  | Венді Тернбулл Кеммі Макгрегор Нюрка Содупе Еллі Гакамі             |
| 19 Oct  | Volvo Classic Брайтон, Велика Британія Категорія 4 $200,000 – Килим (i) – 32S/16D Одиночний розряд – Парний розряд                     | Габріела Сабатіні 7–5, 6–4                  | Пем Шрайвер                       | Кеті Джордан Гелена Сукова    | Сандра Чеккіні Катарина Малеєва Сільвія Ганіка Беттіна Бюнге        |
| 19 Oct  | Volvo Classic Брайтон, Велика Британія Категорія 4 $200,000 – Килим (i) – 32S/16D Одиночний розряд – Парний розряд                     | Кеті Джордан Гелена Сукова 7–5, 6–1         | Тіна Шоєр-Ларсен Катрін Танв'є    | Кеті Джордан Гелена Сукова    | Сандра Чеккіні Катарина Малеєва Сільвія Ганіка Беттіна Бюнге        |
| 26 Oct  | European Indoors Цюрих, Швейцарія Категорія 3 $150,000 – Килим (i) – 32S/16D Одиночний розряд – Парний розряд                          | Штеффі Граф 6–2, 6–2                        | Гана Мандлікова                   | Мануела Малеєва Наталі Тозья  | Катарина Малеєва Раффаелла Реджі Крістіна Сінгер Юдіт Візнер        |
| 26 Oct  | European Indoors Цюрих, Швейцарія Категорія 3 $150,000 – Килим (i) – 32S/16D Одиночний розряд – Парний розряд                          | Наталі Ерреман Паскаль Параді 6–3, 2–6, 6–3 | Яна Новотна Катрін Сюїр           | Мануела Малеєва Наталі Тозья  | Катарина Малеєва Раффаелла Реджі Крістіна Сінгер Юдіт Візнер        |
| 26 Oct  | Virginia Slims of Indianapolis Індіанаполіс, США Категорія 1+ $75,000 – Тверде – 56S/28D/32Q Одиночний розряд – Парний розряд          | Гелл Сіоффі 4–6, 6–4, 7–6(12–10)            | Енн Сміт                          | Лейла Месхі Ху На             | Барбара Поттер Террі Фелпс Гретхен Раш Еллі Гакамі                  |
| 26 Oct  | Virginia Slims of Indianapolis Індіанаполіс, США Категорія 1+ $75,000 – Тверде – 56S/28D/32Q Одиночний розряд – Парний розряд          | Дженні Бірн Мішелл Джеггерд 6–2, 6–3        | Беверлі Бовіс Ху На               | Лейла Месхі Ху На             | Барбара Поттер Террі Фелпс Гретхен Раш Еллі Гакамі                  |

### Листопад
| Тиждень | Турнір | Чемпіонки                                 | Фіналістки                       | Півфіналістки                    | Чвертьфіналістки                                              |
| ------- | --- | ----------------------------------------- | -------------------------------- | -------------------------------- | ------------------------------------------------------------- |
| 2 Nov   | Virginia Slims of New England Вустер (Массачусетс), США Категорія 4 $250,000 – Тверде (i) – 32S/16D Одиночний розряд – Парний розряд | Пем Шрайвер 6–4, 4–6, 6–0                 | Кріс Еверт                       | Габріела Сабатіні Гелена Сукова  | Барбара Поттер Лорі Макніл Ева Пфафф Беттіна Бюнге            |
| 2 Nov   | Virginia Slims of New England Вустер (Массачусетс), США Категорія 4 $250,000 – Тверде (i) – 32S/16D Одиночний розряд – Парний розряд | Еліз Берджін Розалін Феербенк 6–4, 6–4    | Беттіна Бюнге Ева Пфафф          | Габріела Сабатіні Гелена Сукова  | Барбара Поттер Лорі Макніл Ева Пфафф Беттіна Бюнге            |
| 2 Nov   | Virginia Slims of Arkansas Літл-Рок, США Категорія 1+ $75,000 – Килим (i) – 32S/16D Одиночний розряд – Парний розряд                 | Сандра Чеккіні 0–6, 6–1, 6–3              | Наташа Звєрєва                   | Енн Сміт Лариса Савченко-Нейланд | Нюрка Содупе С'юзен Слоун Барбара Геркен Манон Боллеграф      |
| 2 Nov   | Virginia Slims of Arkansas Літл-Рок, США Категорія 1+ $75,000 – Килим (i) – 32S/16D Одиночний розряд – Парний розряд                 | Мері-Лу Деніелс Робін Вайт 6–2, 6–4       | Лі Антонопліс Барбара Геркен     | Енн Сміт Лариса Савченко-Нейланд | Нюрка Содупе С'юзен Слоун Барбара Геркен Манон Боллеграф      |
| 9 Nov   | Virginia Slims of Chicago Чикаго, США Категорія 3 $150,000 – Килим (i) – 32S/16D/28Q Одиночний розряд – Парний розряд                | Мартіна Навратілова 6–1, 6–2              | Наташа Звєрєва                   | Гелена Сукова Барбара Поттер     | Лорі Макніл Лейла Месхі Зіна Гаррісон Кейт Гомперт            |
| 9 Nov   | Virginia Slims of Chicago Чикаго, США Категорія 3 $150,000 – Килим (i) – 32S/16D/28Q Одиночний розряд – Парний розряд                | Клаудія Коде-Кільш Гелена Сукова 6–4, 6–3 | Зіна Гаррісон Лорі Макніл        | Гелена Сукова Барбара Поттер     | Лорі Макніл Лейла Месхі Зіна Гаррісон Кейт Гомперт            |
| 16 Nov  | Virginia Slims Championships New York City, США $1,000,000 – Килим (i) – 16S/8D Одиночний розряд – Парний розряд                     | Штеффі Граф 4–6, 6–4, 6–0, 6–4            | Габріела Сабатіні                | Мануела Малеєва Сільвія Ганіка   | Гелена Сукова Раффаелла Реджі Пем Шрайвер Мартіна Навратілова |
| 16 Nov  | Virginia Slims Championships New York City, США $1,000,000 – Килим (i) – 16S/8D Одиночний розряд – Парний розряд                     | Мартіна Навратілова Пем Шрайвер 6–1, 6–1  | Клаудія Коде-Кільш Гелена Сукова | Мануела Малеєва Сільвія Ганіка   | Гелена Сукова Раффаелла Реджі Пем Шрайвер Мартіна Навратілова |

## Рейтинги

### WTA
Рейтинги на кінець року (20 грудня 1987):
| Одиночний розряд | Одиночний розряд          | Одиночний розряд | Одиночний розряд | Одиночний розряд |
| ---------------- | ------------------------- | ---------------- | ---------------- | ---------------- |
| Позиція          | Гравчиня                  | Пункти           | 1986             | Зміна            |
| 1                | Штеффі Граф (FRG)         | 280.2080         | 3                | +2               |
| 2                | Мартіна Навратілова (USA) | 231.2121         | 1                | -1               |
| 3                | Кріс Еверт (USA)          | 165.7604         | 2                | -1               |
| 4                | Пем Шрайвер (USA)         | 137.2733         | 5                | +1               |
| 5                | Гана Мандлікова (TCH)     | 120.9609         | 4                | -1               |
| 6                | Габріела Сабатіні (ARG)   | 113.5794         | 9                | +3               |
| 7                | Гелена Сукова (TCH)       | 82.3588          | 6                | -1               |
| 8                | Мануела Малеєва (BUL)     | 83.1363          | 10               | +2               |
| 9                | Зіна Гаррісон (USA)       | 80.9110          | 11               | +2               |
| 10               | Клаудія Коде-Кільш (FRG)  | 65.7789          | 7                | -3               |
| 11               | Лорі Макніл (USA)         | 63.6892          | 14               | +3               |
| 12               | Барбара Поттер (USA)      | 47.0714          | 26               | +14              |
| 13               | Катарина Малеєва (BUL)    | 45.9723          | 29               | +16              |
| 14               | Сільвія Ганіка (FRG)      | 44.2456          | 50               | +36              |
| 15               | Беттіна Бюнге (FRG)       | 42.2357          | 12               | -3               |
| 16               | Катаріна Ліндквіст (SWE)  | 40.3608          | 17               | +1               |
| 17               | Раффаелла Реджі (ITA)     | 37.2617          | 22               | +5               |
| 18               | Сандра Чеккіні (ITA)      | 35.9211          | 73               | +55              |
| 19               | Наташа Звєрєва (URS)      | 34.3462          | 94               | +75              |
| 20               | Мері Джо Фернандес (USA)  | 34.1071          | 27               | +7               |

| Парний розряд | Парний розряд                 | Парний розряд | Парний розряд | Парний розряд |
| ------------- | ----------------------------- | ------------- | ------------- | ------------- |
| No            | Гравець Name                  | Points        | 1986          | Change        |
| 1             | Мартіна Навратілова (USA)     | 561.6961      | 1             | =             |
| 2             | Пем Шрайвер (USA)             | 476.5971      | 2             | =             |
| 3             | Клаудія Коде-Кільш (FRG)      | 278.0561      | 5             | -2            |
| 4             | Лорі Макніл (USA)             | 245.4736      | 28            | +24           |
| 5             | Габріела Сабатіні (ARG)       | 238.1553      | 9             | +4            |
| 6             | Гелена Сукова (TCH)           | 233.1087      | 3             | -3            |
| 7             | Зіна Гаррісон (USA)           | 228.2632      | 18            | +11           |
| 8             | Елізабет Смайлі (AUS)         | 209.6313      | 8             | =             |
| 9             | Світлана Пархоменко (URS)     | 193.1015      | 27            | +18           |
| 10            | Кеті Джордан (USA)            | 189.7692      | 10            | =             |
| 11            | Лариса Савченко-Нейланд (URS) | 187.2215      | 26            | +15           |
| 12            | Гана Мандлікова (TCH)         | 184.5000      | 7             | -5            |
| 13            | Штеффі Граф (FRG)             | 178.2675      | 4             | -9            |
| 14            | Бетсі Нагелсен (USA)          | 163.0163      | 15            | +1            |
| 15            | Венді Тернбулл (AUS)          | 160.0000      | 6             | -9            |
| 16            | Еліз Берджін (USA)            | 152.3002      | 11            | -5            |
| 17            | Робін Вайт (USA)              | 143.9266      | 22            | +5            |
| 18            | Енн Гоббс (GBR)               | 139.2727      | 36            | +18           |
| 19            | Розалін Феербенк (RSA)        | 133.8172      | 12            | -7            |
| 20            | Джиджі Фернандес (USA)        | 132.0368      | 17            | -3            |

### Вірджинія Слімс
| Одиночний розряд | Одиночний розряд          | Одиночний розряд | Одиночний розряд |
| #                | Гравець                   | Points           | #Trn             |
| ---------------- | ------------------------- | ---------------- | ---------------- |
| 1                | Штеффі Граф (FRG)         | 5,455            | 13               |
| 2                | Мартіна Навратілова (USA) | 4,084            | 12               |
| 3                | Кріс Еверт (USA)          | 3,901            | 18               |
| 4                | Пем Шрайвер (USA)         | 3,426            | 17               |
| 5                | Габріела Сабатіні (ARG)   | 3,296            | 19               |
| 6                | Гелена Сукова (TCH)       | 2,934            | 22               |
| 7                | Гана Мандлікова (TCH)     | 2,639            | 17               |
| 8                | Лорі Макніл (USA)         | 2,331            | 24               |
| 9                | Зіна Гаррісон (USA)       | 2,274            | 19               |
| 10               | Мануела Малеєва (BUL)     | 2,182            | 18               |
| 11               | Клаудія Коде-Кільш (FRG)  | 1,626            | 17               |
| 12               | Сільвія Ганіка (FRG)      | 1,454            | 19               |
| 13               | Раффаелла Реджі (ITA)     | 1,332            | 22               |
| 14               | Катаріна Ліндквіст (SWE)  | 1,260            | 21               |
| 15               | Беттіна Бюнге (FRG)       | 1,186            | 19               |
| 16               | Катарина Малеєва (BUL)    | 1,174            | 18               |
| 17               | Сандра Чеккіні (ITA)      | 1,037            | 20               |
| 18               | Барбара Поттер (USA)      | 909              | 14               |
| 19               | Наталі Тозья (FRA)        | 874              | 23               |
| 20               | Кейт Гомперт (USA)        | 807              | 18               |